# Aldo Fabrizi
Aldo Fabrizi (Rome, 1 november 1905 - aldaar, 2 april 1990) was een Italiaans acteur en filmregisseur. 
Fabrizi groeide op in de Romeinse wijk Trastevere. In 1942 maakte hij zijn filmdebuut in een film van Mario Bonnard, Avanti c'è posto. Deze film werd gevolgd door L'ultima Carrozzella met Anna Magnani en Campo de Fiori een jaar later. Fabrizi is beroemd geworden door de rol van Don Pietro Pellegrini, een anti-fascistische priester in Roma, città aperta, de eerste neorealistische film van Roberto Rossellini uit 1945. Het publiek kende hem met name in de rol van de "kleine man".
Fabrizi stierf op 84-jarige leeftijd ten gevolge van een hartaanval.

## Filmografie

### Werk als acteur
| - Avanti, c'è posto... (1942) - Campo de' fiori (1943) - L'ultima carrozzella (1943) - Circo equestre Za-Bum (1944) - Roma, città aperta (1945) - Mio figlio professore (1946) - Vivere in pace (1946) - Il delitto di Giovanni Episcopo (1947) - Natale al campo 119 (1947) - Tombolo, paradiso nero (1947) - Emigrantes (1948) - Antonio di Padova (1949) - Benvenuto, reverendo! (1949) - Vita da cani (1950) - Prima comunione (1950) - Tre passi a Nord (1950) - Francesco, giullare di Dio (1950) - Parigi è sempre Parigi (1951) - Signori, in carrozza! (1951) - La famiglia Passaguai (1951) - Guardie e ladri (1951) - Cameriera bella presenza offresi... (1951) - Fiorenzo il terzo uomo (1951) - Altri tempi (1952) - La famiglia Passaguai fa fortuna (1952) - Cinque poveri in automobile (1952) - Papà diventa mamma (1952) - La voce del silenzio (1952) - Una di quelle (1953) - L'età dell'amore (1953) - Siamo tutti inquilini (1953) - Cose da pazzi (1953) - Cento anni d'amore (1953) - Questa è la vita (1954) - Cafè Chantant (1954) - Hanno rubato un tram (1954) - Accadde al penitenziario (1955) - Carosello di varietà (1955) | - Io piaccio (1955) - I due compari (1955) - Donatella (1956) - I pappagalli (1956) - Un po' di cielo (1956) - Guardia, guardia scelta, brigadiere e maresciallo (1956) - Festa di maggio (1957) - Il maestro (1957) - I prepotenti di Mario Amendola (1958) - Prepotenti più di prima (1959) - Ferdinando I re di Napoli (1959) - I tartassati (1959) - Un militare e mezzo (1959) - La sposa bella (1960) - Totò, Fabrizi e i giovani d'oggi (1960) - Fra' Manisco cerca guai (1960) - Gerarchi si muore (1961) - Le meraviglie di Aladino (1961) - Twist, lolite e vitelloni (1962) - I quattro monaci (1962) - Gli italiani e le donne (1962) - Il giorno più corto (1963) - Totò contro i quattro (1963) - I quattro moschettieri (1963) - I quattro tassisti (1963) - Das feuerschiff (1963) - Made in Italy (1965) - Sette monaci d'oro (1966) - Tre morsi nella mela (1967) - Cose di Cosa Nostra (1970) - La Tosca (1973) - C'eravamo tanto amati (1974) - I baroni (1975) - Nerone (1977) - Il ginecologo della mutua (1977) - Giovanni Senzapensieri (1985) |

### Werk als regisseur
- Emigrantes (1948)
- Benvenuto, reverendo! (1949)
- La famiglia Passaguai (1951)
- La famiglia Passaguai fa fortuna (1951)
- Papà diventa mamma (1952)
- Una di quelle (1953)
- Questa è la vita (1954)
- Hanno rubato un tram (1954)
- Il maestro (1957)